# Danny Hansford
Danny Lewis Hansford (1 de marzo de 1960-2 de mayo de 1981) fue un conocido chapero y gigoló de la ciudad de Savannah, en Georgia, Estados Unidos, tristemente famoso por haber sido tiroteado hasta morir por el nouveau riche (nuevo rico) y célebre restaurador de mansiones antiguas James Williams, quien lo tenía empleado en su casa, la imponente Mercer House.

## Asesinato
Según las pruebas y testigos presentados en un famoso juicio que conmovió no solo a toda la ciudad, sino a los Estados Unidos en pleno, Danny era un joven agresivo, drogadicto, con tendencias suicidas y además, extremadamente ducho con las armas. Según la declaración del propio Jim Williams, Danny apareció en su despacho y tras destrozar varias antigüedades, le amenazó con una pistola Lüger propiedad de Williams; el propio Williams, en defensa propia, le tiroteó hasta tres veces causándole la muerte.
El hecho de que además de ser su empleado, hubiera sido ocasionalmente el amante de Williams causó gran revuelo en Savannah, pero al mismo tiempo ayudó a romper ciertos mitos respecto a los ricos aristócratas y al siempre peliagudo tema de la homosexualidad.

## Juicio y condena
James Williams fue condenado a cumplir condena en la cárcel del condado de Chatham, pero tras recurrir varias veces y mostrar otras pruebas y testigos (hoy día no se sabe si manipulados), fue puesto en libertad y declarado inocente, regresando a su vida llena de lujos y ostentosidad.

## En la cultura popular
Esta tragedia repleta de misterio fue llevada al cine por Clint Eastwood, tras leer el previo relato de los hechos realizado por el escritor John Berendt, titulado Medianoche en el Jardín del bien y del mal. El actor británico Jude Law dio vida al malogrado Danny Hansford, pero cambiando su nombre el nombre de Hansford a Billy Hanson.